# Gouvernement Émile Ollivier
 (août 2017).
Si vous disposez d'ouvrages ou d'articles de référence ou si vous connaissez des sites web de qualité traitant du thème abordé ici, merci de compléter l'article en donnant les références utiles à sa vérifiabilité et en les liant à la section « Notes et références ».
Second Empire
4e gouvernement Napoléon III Gouvernement Charles Cousin-Montauban
Le gouvernement Émile Ollivier, également appelé ministère du 2 janvier, est l'avant-dernier gouvernement du Second Empire. Dirigé par Émile Ollivier, républicain rallié à l'Empire, il est composé d'« hommes nouveaux », députés du centre-droit et du centre-gauche de la Chambre. Il dura du 2 janvier au 10 août 1870, le déclenchement de la Guerre franco-prussienne de 1870 marquant sa fin, et il est alors remplacé par le ministère de guerre du général Cousin-Montauban, comte de Palikao.

## Composition
| Président du Conseil Ministre de la Justice et des Cultes                                      | Émile Ollivier |
| ---------------------------------------------------------------------------------------------- | --- |
| Ministre présidant le Conseil d'État                                                           | Félix Esquirou de Parieu |
| Ministre de la Guerre                                                                          | Edmond Le Bœuf jusqu'au 20 juillet 1870 Pierre Charles Dejean à partir du 20 juillet 1870                                        |
| Ministre de l'Agriculture et du Commerce                                                       | Charles Louvet |
| Ministre des Travaux publics                                                                   | Auguste de Talhouët-Roy jusqu'au 15 mai 1870 Ignace Plichon jusqu'au 10 août 1870                                                |
| Ministre de l'Instruction publique                                                             | Alexis Segris jusqu'au 14 avril 1870 Maurice Richard (par intérim) jusqu'au 15 mai 1870 Jacques Mège à partir du 15 mai 1870     |
| Ministre de la Marine et des Colonies                                                          | Charles Rigault de Genouilly |
| Ministre des Affaires étrangères                                                               | Napoléon Daru jusqu'au 14 avril 1870 Émile Ollivier (par intérim) jusqu'au 15 mai 1870 Agénor de Gramont à partir du 15 mai 1870 |
| Ministre des Finances                                                                          | Louis Buffet jusqu'au 14 avril 1870 Alexis Segris à partir du 14 avril 1870                                                      |
| Ministre de l'Intérieur                                                                        | Eugène Chevandier de Valdrome |
| Ministre des Beaux-Arts Ministre des Lettres, Sciences et Beaux-Arts (à partir du 15 mai 1870) | Maurice Richard |
| Ministre de la Maison de l'Empereur                                                            | Jean-Baptiste Philibert Vaillant                                                                                                 |